# Trouille
Trouille är ett vattendrag i Belgien.   Det ligger i provinsen Hainaut och regionen Vallonien, i den centrala delen av landet, 50 km sydväst om huvudstaden Bryssel.
Runt Trouille är det i huvudsak tätbebyggt. Runt Trouille är det tätbefolkat, med 613 invånare per kvadratkilometer.